# Holubîțea, Brodî
Holubîțea (în ucraineană Голубиця) este localitatea de reședință a comunei Holubîțea din raionul Brodî, regiunea Liov, Ucraina.

## Demografie
Componența lingvistică a localității Holubîțea
     Ucraineană (99,89%)
     Alte limbi (0,11%)
Conform recensământului din 2001, majoritatea populației localității Holubîțea era vorbitoare de ucraineană (99,89%), existând în minoritate și vorbitori de alte limbi.